# Yūzō Kanemaru
Yūzō Kanemaru (金丸 祐三, Kanemaru Yūzō, né le 18 septembre 1987 à Takatsuki) est un athlète japonais spécialiste du 400 mètres.

## Carrière
Âgé de dix-huit ans seulement, il remporte en 2005 le titre du 400 mètres des Championnats d'Asie de Incheon où il devance avec le temps de 46 s 04 le Srilankais Prasanna Amarasekara. Finaliste des Championnats du monde juniors de 2006 (7e), il termine au pied du podium du 400 mètres lors des Jeux asiatiques de Doha.
En 2009, le Japonais établit le temps de 45 s 16 à Osaka (nouveau record personnel), et devient plus tard dans la saison, à Belgrade, champion du monde universitaire grâce à sa performance de 45 s 68. 
Yuzo Kanemaru remporte en mai 2011 le meeting Colorful Daegu Pre-Championships comptant pour le Challenge mondial IAAF. Il s'impose en 45 s 23 devant l'Américain David Neville.

## Palmarès
| Date | Compétition                   | Lieu      | Résultat | Épreuve   |
| ---- | ----------------------------- | --------- | -------- | --------- |
| 2005 | Championnats d'Asie           | Incheon   | 1er      | 400 m     |
| 2006 | Championnats du monde juniors | Pékin     | 7e       | 400 m     |
| 2006 | Championnats du monde juniors | Pékin     | 8e       | 4 × 400 m |
| 2006 | Coupe du monde des nations    | Athènes   | 7e       | 4 × 400 m |
| 2006 | Jeux asiatiques               | Doha      | 4e       | 400 m     |
| 2009 | Championnats d'Asie           | Guangzhou | 2e       | 400 m     |
| 2009 | Championnats d'Asie           | Guangzhou | 1er      | 4 × 400 m |
| 2009 | Universiade                   | Belgrade  | 1er      | 400 m     |
| 2009 | Universiade                   | Belgrade  | 3e       | 4 × 400 m |
| 2010 | Jeux asiatiques               | Canton    | 2e       | 400 m     |
| 2010 | Jeux asiatiques               | Canton    | 2e       | 4 × 400 m |
| 2011 | Championnats d'Asie           | Kōbe      | 3e       | 400 m     |
| 2011 | Championnats d'Asie           | Kōbe      | 1er      | 4 × 400 m |
| 2013 | Championnats d'Asie           | Pune      | 3e       | 400 m     |
| 2013 | Championnats d'Asie           | Pune      | 1er      | 4 × 400 m |
| 2014 | Jeux asiatiques               | Incheon   | 4e       | 400 m     |
| 2014 | Jeux asiatiques               | Incheon   | 1er      | 4 × 400 m |

## Records
| Épreuve | Performance | Lieu  | Date       |
| ------- | ----------- | ----- | ---------- |
| 400 m   | 45 s 16     | Osaka | 9 mai 2009 |